# Station Miąsowa
Station Miąsowa is een spoorwegstation in de Poolse plaats Miąsowa.